# Portazgo (metropolitana di Madrid)
Portazgo è una stazione della linea 1 della metropolitana di Madrid.
Si trova sotto all'Avenida de la Albufera nell'intersezione tra le vie Sierra del Cadí e Payaso Fofó, nel distretto Puente de Vallecas.

## Storia
La stazione fu inaugurata il 2 luglio 1962, rimanendo capolinea della linea 1 fino ad aprile del 1994. È una stazione frequentata dai tifosi e soci della squadra di calcio del Rayo Vallecano, poiché al lato della stazione si trova l'Estadio Teresa Rivero.
Nel film Beltenebros di Pilar Miró appare, in diverse occasioni, l'uscita di questa stazione. Tuttavia, si tratta di un anacronismo dato che il film è ambientato negli anni quaranta, mentre la stazione fu inaugurata solamente nel 1962.

## Accessi
Ingresso Albufera
- Albufera, pari: Avenida de la Albufera, 108 (angolo con Calle de la Sierra del Cadí)
- Rogelio Folgueras Avenida de la Albufera, 117 (angolo con Calle de Rogelio Folgueras)

Ingresso Palomeras aperto dalle 6:00 alle 21:40
- Albufera, dispari: Avenida de la Albufera, 145 (angolo con Calle de Josefa Díaz)
- Teniente Muñoz Díaz Avenida de la Albufera, 130 (angolo con Calle del Teniente Muñoz Díaz)